# Bolborhynchini
Bolborhynchini – plemię ptaków z podrodziny papug neotropikalnych (Arinae) w obrębie rodziny papugowatych (Psittacidae).

## Występowanie
Plemię obejmuje gatunki występujące w Ameryce.

## Systematyka
Do plemienia należą następujące rodzaje:
- Touit G.R. Gray, 1855
- Bolborhynchus Bonaparte, 1857
- Psilopsiagon Ridgway, 1912